# Ehime Football Club
Ehime FC e um clube de futebol que atualmente disputa a segunda divisão da liga japonesa de futebol.

## História
O clube foi fundado em 1970 como Matsuyama Soccer Club e renomeou-se como Ehime Football Club em 1995. Por muitos anos competiu na liga regional, porque Matsuyama foi representado na liga de futebol de Japão pelo clube local pertencente a a empresa Teijin .
O Ehime FC foi promovido à Liga de Futebol do Japão em 2003. Depois de vencer o campeonato JFL em 2005, Ehime agora atua no J. League Division 2.
Em 28 de novembro de 2007, Ehime teve um grande choque ao derrotar o Urawa Red Diamonds , vencedor da Liga dos Campeões da Ásia de 2007 , na quarta rodada da Copa do Imperador, uma vitória por 2-0 sobre o Urawa no Komaba Stadium.

## Títulos
- Japan Football League: 2005
- Shikoku Football League: 1998, 1999, 2000